# Sport in 2003
Dit artikel is een samenvatting van de belangrijkste sportfeiten uit het jaar 2003.

## Atletiek
- 15 september - Winschoten - De Pool Andrzej Magier wint voor de derde keer (eerder in 1996 en 1998) de Run Winschoten, een wedstrijd over 100 kilometer, met als eindtijd 6:58'32".

## Autosport
- Formule 1 - Michael Schumacher wordt voor de 6e  maal wereldkampioen, Ferrari wint de constructeurstitel.
- Motorsport
- Wereldkampioenschap wegrace 2003 (Moto GP + 250 cc + 125 cc) - Valentino Rossi wordt wereldkampioen in de Moto GP.
- 15 juni - De 24 uur van Le Mans wordt gewonnen door het team van Tom Kristensen / Rinaldo Capello / Guy Smith, dat in een Bentley Speed 8 GT rijdt.
- Rally - Het team van Sébastien Loeb / Daniel Elena wint de Monte Carlo Rally rijdend in een Citroën Total.
- Indianapolis 500 in 2003
- Wereldkampioenschap rally in 2003

## Basketbal
- NBA - De finale wordt gewonnen door de San Antonio Spurs met 4 tegen 2 van de New Jersey Nets.

## Golf
- KLM Open: Maarten Lafeber wint het toernooi op de Hilversumsche Golf Club met een score van -13. Eerdere Nederlandse winnaars waren Gerry del Court van Krimpen (1915), Dirk Oosterveer (1917), Jacob Oosterveer (1930) en Joop Rühl (1947).

## Handbal
- 21 september - De handbalheren van E&O plaatsen zich voor de tweede ronde van de Europa Cup door met een doelpunt verschil te winnen van de Bulgaarse kampioen Gotse Delchev Sofia.

## Hockey
- 21 april - De hockeysters van HC Rotterdam winnen op eigen terrein de Europacup II door in de finale het Russische Sintez Dzerjinsk met 5-2 te verslaan. In Spanje winnen de mannen van Amsterdam eveneens de Europacup II ten koste van het Duitse Club an der Alster.
- 29 mei - Amsterdam wint op Hemelvaartsdag de landstitel in de Nederlandse hoofdklasse door Oranje Zwart met 3-2 te verslaan in de tweede wedstrijd uit de finale van de play-offs.
- 9 juni - HC Bloemendaal eindigt als derde bij het Europacup I-toernooi in Brussel, terwijl de vrouwen van Hockeyclub 's-Hertogenbosch op eigen veld andermaal de belangrijkste prijs in het Europese clubhockey veroveren, ditmaal ten koste van het Engelse Olton & West Warwicks: 7-2.
- 21 juni - De hockeysters van Hockeyclub 's-Hertogenbosch winnen de zesde landstitel op rij in de Nederlandse hoofdklasse door Laren met 3-2 te verslaan in het tweede duel uit de finale van de play-offs.
- 24 augustus - Amstelveen - In het Wagener-stadion wint de Nederlandse mannenploeg voor de zevende keer de Champions Trophy. In de finale van het jaarlijkse zeslandentoernooi wordt Australië met 4-2 verslagen.
- 13 september - Barcelona - Dankzij een 5-0-overwinning op gastland Spanje prolongeren de Nederlandse hockeysters het Europese titel. Nederland is daardoor rechtstreeks geplaatst voor de Olympische Zomerspelen van 2004 in Athene.
- 13 september - Barcelona - Bij de mannen prolongeert Duitsland het Europese titel door gastland Spanje na strafballen te verslaan. Nederland verliest, eveneens na strafballen, de wedstrijd om de derde plaats van Engeland.
- 27 oktober - Utrecht - Bondscoach Joost Bellaart stapt op na een spelersopstand binnen de Nederlandse mannenhockeyploeg, die volgt op het teleurstellend verlopen EK in Barcelona. Het laatste zetje krijgt hij naar eigen zeggen na een voor hem vernietigend interview, twee dagen eerder, van teamarts Piet-Hein Kolkman in NRC Handelsblad.
- 27 november - Utrecht - Op het kantoor van de Koninklijke Nederlandse Hockey Bond wordt Terry Walsh gepresenteerd als opvolger van de opgestapte Joost Bellaart. De oud-international uit Australië gaat de Nederlandse mannenploeg begeleiden tot en met de Olympische Zomerspelen van 2004 in Athene.
- 7 december - In Sydney eindigt de Nederlandse vrouwenhockeyploeg als derde bij de strijd om de Champions Trophy. In de troostfinale wint de ploeg van bondscoach Marc Lammers met 3-2 van wereldkampioen Argentinië.

## HonkbalofBaseball
- 25 oktober - Door een 2-0-overwinning in de zesde wedstrijd winnen de Florida Marlins de World Series van de New York Yankees.

## Judo
- 26 oktober - Dennis van der Geest wordt voor de negende keer op rij Nederlands kampioen. Hiermee passeert hij Anton Geesink en Hein Essink op de ranglijst aller tijden.

## Motorsport
- 24 augustus - De Nederlandse zijspancrosser Daniël Willemsen en zijn Letse bakkenist Kaspars Stupelis winnen de Grote Prijs van Nederland in Lichtenvoorde en worden daarmee wereldkampioen.
- 7 september - De Brit Neil Hodgson wordt wereldkampioen in de Superbike-klasse door zijn resultaten in de wedstrijd op het TT-circuit bij Assen.

## Motorcross
MX1
Coureurs:  Stefan Everts
Constructeur:  Yamaha
MX2
Coureurs:  Steve Ramon
Constructeur:  KTM
MX3
Coureurs:  Joël Smets
Constructeur:  KTM
Motorcross der Naties
- Land + coureurs:  België (Stefan Everts, Steve Ramon, Joël Smets)

- 14 september - Stefan Everts wint in de 125cc, MXGP en de 500cc-klasse. Het is de eerste keer dat iemand op één dag alle disciplines wint. Het is Everts' 72e overwinning, wat toevallig zijn rugnummer is.

## Mountainbiken
- 7 september - De Belg Filip Meirhaeghe wordt in Lugano wereldkampioen op de mountainbike.

## Rugby Union
- 30 maart - Engeland wint ook de vijfde en laatste wedstrijd van het Zeslandentoernooi voor mannen, en verzekert zich zodoende van de eindoverwinning. In Dublin wordt Ierland verslagen: 6-42.
- 10 oktober - Gastland en titelverdediger Australië opent in Sydney het vijfde officiële wereldkampioenschap rugby door Argentinië met 24-8 te verslaan.
- 22 november - Engeland verovert als eerste land van het noordelijk halfrond de wereldtitel. In de finale wordt gastland Australië met 20-17 verslagen. De beslissing valt 26 seconden voor tijd in de verlenging.

## Schaatsen
- 9 februari - Gianni Romme wordt wereldkampioen all-round. Ook de plaatsen 2, 3 en 4 worden door Nederlanders bezet.
- 21 december - Jochem Uytdehaage en Renate Groenewold worden in Eindhoven Nederlands kampioen all-round. Op de half-overdekte baan zijn de rijders blootgesteld aan regen, hagel en windkracht negen.
- 21 december - Tijdens de marathon in Kardinge boekt Jan Maarten Heideman zijn 48e overwinning en verbetert daarmee het record van Richard van Kempen.
- 26 december - Jan Maarten Heideman (voor de 3e keer) en Gretha Smit (voor de 4e keer) worden in Utrecht Nederlands kampioen marathonschaatsen op kunstijs.

## Tennis
- Grand slam tennis resultaten mannen:
  1. Australian Open - Andre Agassi wint van Rainer Schüttler.
  2. Roland Garros - Juan Carlos Ferrero wint van Martin Verkerk.
  3. Wimbledon - Roger Federer wint van Mark Philippoussis.
  4. US Open - Andy Roddick wint van Juan Carlos Ferrero.
- Grand slam tennis resultaten vrouwen:
  1. Australian Open - Serena Williams wint van Venus Williams
  2. Roland Garros - Justine Henin-Hardenne wint van Kim Clijsters
  3. Wimbledon - Serena Williams wint van Venus Williams.
  4. US Open - Junstine Henin-Hardenne wint van Kim Clijsters.

In het mannendubbel wint het Belgische duo Xavier Malisse-Oliver Rochus.
- Masters
  - Kim Clijsters wint van Amélie Mauresmo.
  - Roger Federer wint van Andre Agassi.
- Davis Cup
  - 21 september - Het Nederlandse mannenteam handhaaft zich in de wereldgroep van de Davis Cup door een 5-0-overwinning op India. Alleen de eerste wedstrijd is spannend: Martin Verkerk wint na ruim vier uur met 8-6 in de vijfde set.
  - 21 september - Duitsland degradeert na twintig jaar uit de wereldgroep van de Davis Cup na een 1-3-verlies van Wit-Rusland
  - 30 november - Australië wint van Spanje in de finale
- Federation Cup
  - Frankrijk wint van de Verenigde Staten.
- Algemeen
- 11 augustus - Kim Clijsters lost Serena Williams na 57 weken af als nummer één op de wereldranglijst der tennisprofessionals; de Belgische moet die positie na tien weken afstaan aan haar landgenote Justine Henin.
- 25 augustus - De 32-jarige Pete Sampras en Michael Chang kondigen beiden tijdens de US-Open aan dat ze stoppen met professioneel tennis.
- 7 september - Kirsten Flipkens wint na Wimbledon ook de finale van de US Open bij de junioren. De Belgische verslaat de Nederlandse Michaëlla Krajicek met 6-3 en 7-5.
- 8 september - Juan Carlos Ferrero lost Andre Agassi na twaalf weken af als nummer één op de wereldranglijst der tennisprofessionals; de Spanjaard moet die positie na acht weken afstaan aan Agassi's landgenoot Andy Roddick.
- 20 oktober - Justine Henin lost Kim Clijsters na tien weken af als nummer één op de wereldranglijst der tennisprofessionals; de Belgische moet die positie al na één week weer afstaan aan diezelfde landgenote.
- 3 november - Andy Roddick lost Juan Carlos Ferrero na acht weken af als nummer één op de wereldranglijst der tennisprofessionals; de Amerikaan moet die positie na dertien weken afstaan aan Roger Federer.

## Triatlon
Wereldkampioenschappen
- Mannen

 Peter Robertson ( AUS)
 Iván Raña ( ESP)
 Olivier Marceau ( SUI)
- Vrouwen

 Emma Snowsill ( USA)
 Laura Bennett ( USA)
 Michellie Jones ( AUS)
- 26 oktober - Guido Gosselink wint de Asser wintertriatlon.

## Turnen
- 22 oktober - Rikst Valentijn (18) beëindigt haar loopbaan.

## Voetbal
- 17 juni - Manchester United verkoopt speler David Beckham aan Real Madrid voor 35 miljoen euro.
- 28 september - Het Noorse Rosenborg wordt voor de twaalfde keer op rij nationaal kampioen.
- België wordt in de voorronde van de Europees kampioenschap voetbal 2004 uitgeschakeld.
- 19 november - In de laatste wedstrijd van de play-off plaatst het Nederlands team zich voor de Europees kampioenschap voetbal 2004 met een 6-0-overwinning op Schotland.
- België
  - Club Brugge wordt landskampioen.
  - La Louvière wint de bekerfinale van Sint-Truiden.
- Nederland:
  - PSV wordt voor de 17e keer landskampioen
  - ADO Den Haag wordt kampioen van de Eerste Divisie
  - FC Utrecht wint de Amstelcup door een 4-1-overwinning op Feyenoord
- Engeland:
  - Manchester United wint de FA Premier League met een voorsprong van 5 punten op Arsenal.
  - Arsenal wint de FA Cup door een 1-0-overwinning op Southampton
- Europa:
  - FC Porto wint de UEFA Cup door een 3-2-overwinning op Celtic FC
  - AC Milan wint de Champions League door een 3-2-overwinning (na strafschoppen) op Juventus nadat het in reguliere tijd 0-0 bleef. De wedstrijd werd gespeeld op Old Trafford in Manchester.

## Volleybal
- 14 september - Duitsland - Het Italiaanse mannenteam wordt Europees kampioen door een 3-2-overwinning op Frankrijk. De Nederlandse mannen worden zesde.

## Wielrennen

### Wegwielrennen
NK
Mannen
- Wegwedstrijd: Rudi Kemna
- Tijdrit: Maarten den Bakker

Vrouwen
- Wegwedstrijd: Suzanne de Goede
- Tijdrit: Jolanda van Dongen

BK
Mannen
- Wegwedstrijd: Geert Omloop
- Tijdrit: Marc Wauters

Vrouwen
- Wegwedstrijd: Anja Nobus

 Ronde van Italië
- Algemeen klassement:  Gilberto Simoni
- Bergklassement:  Gilberto Simoni
- Puntenklassement:  Freddy González
- Intergiro klassement:  Magnus Bäckstedt
- Ploegenklassement:  Lampre

 Ronde van Frankrijk
- Algemeen klassement:  Lance Armstrong
- Bergklassement:  Richard Virenque
- Puntenklassement:  Baden Cooke
- Jongerenklassement:  Denis Mensjov
- Ploegenklassement:  Team CSC

 Ronde van Spanje
- Algemeen klassement:  Roberto Heras
- Puntenklassement:  Erik Zabel
- Bergklassement:  Félix Cárdenas
- Combinatieklassement:  Alejandro Valverde
- Team:  iBanesto

Wereldbeker
- Algemeen klassement:  Paolo Bettini
- Milaan-Sanremo:  Paolo Bettini
- Ronde van Vlaanderen:  Peter Van Petegem
- Parijs-Roubaix:  Peter Van Petegem
- Amstel Gold Race:  Aleksandr Vinokoerov
- Luik-Bastenaken-Luik:  Tyler Hamilton
- HEW Cyclassics:  Paolo Bettini
- Clásica San Sebastián:  Paolo Bettini
- Kampioenschap van Zürich:  Daniele Nardello
- Parijs-Tours:  Erik Zabel
- Ronde van Lombardije:  Michele Bartoli

Wereldkampioenschap wegwielrennen
Mannen
- Tijdrit:  Michael Rogers
- Tijdrit Espoirs:  Markus Fothen
- Tijdrit Junioren:  Michail Ignatiev
- Wegwedstrijd:  Igor Astarloa
- Wegwedstrijd Espoirs:  Sergej Lagoetin
- Wegwedstrijd Junioren:  Kai Reus

Vrouwen
- Tijdrit:  Joane Somarriba
- Tijdrit junioren:  Bianca Knöpfle
- Wegwedstrijd:  Susanne Ljungskog
- Wegwedstrijd junioren  Loes Markerink

### Baanwielrennen
Wereldkampioenschap
Mannen
- Sprint:  Laurent Gané
- 1 kilometer tijdrit:  Stefan Nimke
- Individuele achtervolging:  Bradley Wiggins
- Ploegenachtervolging:  Graeme Brown, Peter Dawson, Brett Lancaster, Luke Roberts
- Teamsprint:  Carsten Bergemann, Jens Fiedler, René Wolff
- Keirin:  Laurent Gané
- Scratch:  Franco Marvulli
- Puntenkoers:  Franz Stocher
- Koppelkoers:  Bruno Risi, Franco Marvulli

Vrouwen
- Sprint:  Svetlana Grankovskaya
- 500 meter tijdrit:  Natallia Tsylinskaya
- Individuele achtervolging:  Leontien van Moorsel
- Keirin:  Svetlana Grankovskaya
- Scratch:  Olga Sljoesarjova
- Puntenkoers:  Olga Sljoesarjova

Werelduurrecord
Dames Leontien van Moorsel

### Veldrijden
NK
- Mannen: Richard Groenendaal
- Vrouwen: Daphny van den Brand

BK
- Mannen: Sven Nys
- Vrouwen: Hilde Quintens

Superprestige Sven Nys
Gazet van Antwerpen Trofee Sven Nys
Wereldkampioenschap
- Mannen:  Bart Wellens
- Vrouwen:  Daphny van den Brand

Wereldbeker Bart Wellens

## IJshockey
- 21 april - Nederland eindigt als vierde bij het wereldkampioenschap ijshockey voor B-landen (divisie I) in Hongarije.
- 11 mei - Bij het wereldkampioenschap ijshockey voor A-landen in Finland behaalt Canada de wereldtitel door Zweden in de finale met 3-2 (na verlenging) te verslaan.

## Zeilen
- 25 juli - Het Sneker skûtsje de Sneker Pan onder schipper Douwe Visser wint voor het tweede achtereenvolgende jaar het kampioenschap Skûtsjesilen. De laatste wedstrijd werd gewonnen door d'Halve Maen uit Drachten

## Zwemmen
- 26 juli - Ian Crocker verbetert bij de wereldkampioenschappen langebaan (50 meter) in Barcelona het wereldrecord op de 100 meter vlinderslag tot 50,98. Het oude record (51,47) was een dag eerder gezwommen door zijn Amerikaanse collega Michael Phelps.
- 4 december - Bij de US Open in Federal Way scherpt Thijs van Valkengoed het Nederlands record op de 100 meter schoolslag langebaan (50 meter) aan tot 1.01,52.
- 12 december - Bij de EK kortebaan in Dublin winnen de Nederlandse vrouwen goud op de 4x50 meter vrije slag in de wereldrecordtijd van 1.38,13. Het team bestaat uit Hinkelien Schreuder, Annabel Kosten, Chantal Groot en Marleen Veldhuis. Het viertal had in de series de mondiale toptijd op het incourante nummer ook al aangescherpt. Het stond sinds december 2000 op naam van Zweden met 1.38,21.
- 14 december - Bij de EK kortebaan in Dublin scherpt Pieter van den Hoogenband het Nederlands record op de 200 meter vrije slag kortebaan (25 meter) aan tot 1.41,89.

## Algemeen
- Embassy World Snooker Championship - Mark Williams wint met 18-16 van Ken Doherty
- 1 - Openingsceremonie van de veertiende Pan-Amerikaanse Spelen, gehouden in Santo Domingo.

## Sporter van het jaar
België
- Sportman: Stefan Everts
- Sportvrouw: Justine Henin
- Sportploeg: Nationaal Team Motorcross
- Sportbelofte: Kirsten Flipkens

Nederland
- Sportman: Erben Wennemars
- Sportvrouw: Leontien van Moorsel
- Sportploeg: Nederlandse estafetteploeg atletiek 4x100 meter: Timothy Beck, Troy Douglas, Caimin Douglas, Patrick van Balkom, Guus Hoogmoed
- Gehandicapte sporter: Esther Vergeer
- Sportcoach: Jac Orie
- Talent: Michaëlla Krajicek

Europa
- Sportman:  Michael Schumacher
- Sportvrouw:  Justine Henin

Mondiaal
- Sportman:  Lance Armstrong
- Sportvrouw:  Serena Williams
- Sportploeg:  Braziliaans voetbalelftal
- Gehandicapte sporter:  Michael Milton
- Nieuwkomer:  Yao Ming
- Alternatieve sporter:  Dean Potter
- Comeback:  Ronaldo
- Lifetime Achievement Award:  Gary Player

## Overleden
januari
- 10 – Denis Zanette (32), Italiaans wielrenner
- 13 – Julio Botelho (Julinho), Braziliaans voetballer

februari
- 4 – André Noyelle (71), Belgisch wielrenner

maart
- 10 – Barry Sheene (52), Brits motorcoureur
- 12 – Andrej Kivilev (29), Kazachs wielrenner

april
- 19 – Dajiro Kato (26), Japans motorcoureur
- 27 – Piet Roozenburg (78), Nederlands dammer

mei
- 1 – Wim van Est (80), Nederlands wielrenner
- 7 – Klaas Boot (75), Nederlands turner
- 15 – Rik Van Steenbergen (78), Belgisch wielrenner

juni
- 26 – Marc-Vivien Foé (28), Kameroens voetballer
- 28 – Wim Slijkhuis (80), Nederlands atleet

juli
- 20 – Lauri Aus (32), Ests wielrenner

augustus
- 1 – Guy Thys (80), bondscoach van de Belgische nationale voetbalploeg
- 14 – Ben van Gelder (85), Nederlands voetbalmanager van PSV
- 20 – Jolanda van Goozen (28), Nederlands marathonschaatsster

september
- 11 – Ben Bril (91), Nederlands bokser
- 28 – Althea Gibson (76), Amerikaans tennisster

oktober
- 16 – László Papp (77), Hongaars bokser

november
- 6 – Rie Mastenbroek (84), Nederlands zwemster

1965 · 1966 · 1967 · 1968 · 1969 · 1970 · 1971 · 1972 ·1973 · 1974 · 1975 · 1976 · 1977 · 1978 · 1979 · 1980 · 1981 · 1982 · 1983 · 1984 · 1985 · 1986 · 1987 · 1988 · 1989 · 1990 · 1991 · 1992 · 1993 · 1994 · 1995 · 1996 · 1997 · 1998 · 1999 · 2000 · 2001 · 2002 · 2003 · 2004 · 2005 · 2006 · 2007 · 2008 · 2009 · 2010 · 2011 · 2012 · 2013 · 2014 · 2015 · 2016 · 2017 · 2018 · 2019 · 2020 · 2021 · 2022 · 2023 · 2024 · 2025